# 구글 어스
구글 어스(Google Earth)는 구글이 제공하는 서비스로 위성 이미지, 지도, 지형 및 3D 건물 정보 등 전 세계의 지역 정보를 제공한다. 세계의 여러 지역들을 볼 수 있는 위성 영상 지도 서비스다. 2005년 6월 28일부터 배포하기 시작했으며, 마이크로소프트사가 개발한 빙 맵스 포 엔터프라이즈와 비교된다. 30개 이상의 언어로 제공하고 있다.

## 개요
구글 어스는 지역에 따라 다르지만 기본적으로 지구 전역은 랜드셋 8호의 위성 사진을 이용하고 있다. 북미의 일부에서는 퍼블릭 도메인 위성 사진을 이용하고, 그 밖에는 위성 사진을 판매하는 각 회사의 위성 사진과 일부 지역은 항공 사진을 이용하고 있다. 또한, 영어 위키백과와 파노라미오와 연동하여 위키백과 로고를 클릭할 때 해당 지역에 대한 영어 위키백과의 별도의 웹 브라우저를 실행하지 않고도 문서 내용의 일부를 볼 수 있고, 카메라 아이콘을 클릭하면 파노라미오에 사용자가 올린 사진들을 보여 준다.
구글어스의 콘텐츠(영상, 사진, 블로그 등)는 유엔 환경 계획, 제인 구달 협회(Jane Goodall Institute), 미국 국립공원관리청, 디스커버리 네트워크 등 협력업체로부터 제공된다.
2005년 고해상도 카메라를 이용하여, 항공사진 전문 기업 이미지아메리카(ImageAmerica)가 촬영한 허리케인 카트리나 관련 피해 지역 고해상도 항공사진을 볼 수 있도록 서비스를 제공하였다. 이후 2007년 7월 20일(미국시간) 이미지아메리카는 구글에 인수되었다.
표준 해상도는 15m로 대도시나 특별한 시설에 대해서는 1m 고해상도 사진이 제공되고 최대 60cm, 30cm, 15cm의 해상도의 사진을 사용하기도 한다.(예: 케임브리지 (매사추세츠주), "Cambridge, Ma.") 치안과 기밀에 밀접한 장소에 대해서는 모자이크나 블러 효과 처리를 하고 있다. 조이스틱이나 키보드를 이용하여 비행 시뮬레이터 기능을 이용할 수 있다.
2007년 8월 22일 행성과 성좌를 관찰할 수 있는 '스카이' 기능이 구글어스에 추가됐다. 또 이 무렵 비행 시뮬레이션 기능이 추가되었다. 시뮬레이션 기능의 단축키는 Control+Alt+A, Control+A, 또는 Command+Option+A이다.
2008년 4월 15일부터는 구글 맵에서만 제공하던 ‘스트리트 뷰’ 기능을 구글 어스에서도 지원하기 시작해, 사용자들이 360도 파노라마 형식으로 촬영된 거리 사진을 볼 수 있게 되었다. 처음 구글 맵에서 서비스를 시작할 때는 미국 내 5개 도시 거리 사진만을 볼 수 있었으나 현재는 미국 내 40여개 이상의 도시 거리 사진을 볼 수 있게 되었다.
2009년 2월부터는 화성을 볼 수 있는 모드가 추가되었고, SIO, NOAA, 미 해군, NGA, GEBCO 등에서 해양 자료를 받아 "구글 오션"이라는 이름의 부가서비스도 제공하고 있다.

## 비행시뮬레이터
4.2버전 이상에 있는 기능으로, 비행기를 타는 체험을 할 수 있다. F-16 (제트기)와 SR22를 탈 수 있다.

### 조작법

#### 이륙방법
평평한 곳에서 Page Up을 누르고, 화살표키 아래를 누른다. F16은 200노트, SR22는 70노트의 속도가 넘어야 이륙할 수 있다.

#### 공중에서
←이나 →를 누르면 옆날개로 턴할 수 있다. ↑이나 ↓를 누르면 위,아래로 갈 수 있다. ⇧ Shift키랑 같이 ←이나 →를 누르면 뒷날개를 이용해 턴할 수 있다. F를 누르면 flaps를 올릴 수 있고 F를 누르면 flaps를 내릴 수 있다. G를 누르면 gear(바퀴)를 꺼내거나 비행기 안에 넣을 수 있다. 하지만 F16만 gear 기능이 있다. C를 누르면 날개가 움직이는 걸 멈출 수 있다.

#### 착륙방법
적합한 장소로 이동하고 F를 누른다 (flaps up). 중앙 좌측에 GEAR란 문구가 없으면 G를 누른다. 바퀴가 바닥에 닿은 느낌이 들면 ,과.를 누른다. F16 은 190 ~ 280, SR22는 0 ~ 200 속도 사이가 가장 쉽게 착륙할 수 있다.

## 착륙조건
착륙하기 전에 화면위에 눈금자 표시(자)를 이용해서 공항길이를 잰다. 2km가 넘는다면 F16 이랑 SR22를 착륙시킬 수 있고 2km가 안된다면 SR22만 착륙시킬 수 있다.

### 화면구성
좌측 위-속도, 우측 위 검정 막대-시뮬레이터 종료, 우측 위-고도(feet/피트), 중간 숫자-비행기_땅에서부터의 각도

## 지원 운영체제, 플랫폼
- 초기에는 윈도우 2000과 윈도우 XP만을 지원했으나 2006년에 macOS과 리눅스를 지원하는 버전을 공개하였다.

## 문제 및 오류

### 소프트웨어 및 지명의 오류
소프트웨어와 지명에 대한 오류는 다음과 같다.
- 대한민국 동해를 표면상으로 동해로 표기하고 있으나, 그 내부 지점을 상세히 살펴보면 Sea of Japan(일본해)라는 영어 위키백과 문서로 가는 링크가 있다. 2008년 7월 일본의 독도 관련 발언에 대해 상당히 민감해진 사안으로 이 점이 부각되었다.

### 국가 안보 및 기밀 문제
이 프로그램에서 보이는 지역들은 자세히 나타나지만 대부분 지정된 지역에서만 살펴볼 수 있을 뿐이며, 실시간으로 볼 수 없다. 한편, 이 프로그램 때문에 세계 여러 나라의 보안이나 과학 기술 문제 때문에 외교 문제가 제기되기도 했었다.
- 대한민국에서도 구글 어스의 사진이 군사시설의 세세한 부분까지 드러낸다는 점을 구글측에 항의했다.
- 태국 보안 당국 관리들은 취약한 정부청사의 사진을 차단해줄 것을 구글측에 요청하였다.
- 옛 소련의 국가보안위원회(KGB)의 후신인 러시아 연방보안국(FSB) 당국자도 "테러리스트들이 목표물을 정찰해서는 안되는데, 미국 기업이 그들을 위해 일하고 있다"며 불만을 제기했다.
- 파키스탄, 중국과의 영토 분쟁 때문에 안보 문제에 특히 예민한 인도는 구글에 서한을 보내 "대통령 거처, 방위 시설 등 민감한 장소는 저(低) 해상도의 사진으로 처리해달라" 고 주문했다.[14]
- 바레인 국민들에게 구글어스를 통해 왕족들의 호화스러운 생활이 알려지자 여론이 악화되었고, 이를 막기 위해 바레인 정부는 사생활 침해를 구실로 2006년 초에 구글어스를 차단했다.[15]

### 지명에 대한 분쟁
지명에 대한 분쟁은 다음과 같다.
- 동해의 이름에 대한 분쟁에 대한 한일 네티즌들의 논란으로 동해와 일본해를 병행 표기하였다.
- 독도를 "리앙쿠르 암초"(Liancourt Rocks)로 표기하였다.
- 한국의 산 등 한국의 자연 지명을 일본식으로 표기했다. (예: 한라산 → 카마산)
- 타이완을 중화인민공화국이 연상되는 '중국의 한 성'(a province of China)으로 표기하여 중화민국으로부터 항의를 받아 삭제하였다.

### 구글 스카이 블록처리
구글 스카이에서 좌표 5h53m43.51, -6 00'08.59" 가 블록 처리가 되어있다. 이에 대한 가설은 실수로 그 부분의 사진이 삭제되었다는 설과, 행성 X의 좌표로 추정되어 블록으로 처리하였다는 설 등이 있다. 이 장소는 오리온자리 55 Ori 와 외뿔소자리 HD 39927 사이에 자리하고 있다.

## 같이 보기
- 구글 지도
- 지구의